# 达雷尔·朗
达雷尔·唐·厄尔·朗（Darrell Don Earl Long）是一位美国计算机科学家和计算机工程师，现任加州大学圣克鲁兹分校库Kumar Malavalli网络存储系统研究讲席教授和工程杰出教授。他曾担任IEEE计算机学会快报（Letters of the Computer Society）的主编，也是ACM Transactions on Storage  (TOS) 的主编。 2002 年，他创办了文件和存储技术会议（Conference on File and Storage Technologies，简称FAST）。

## 生平
朗在圣地亚哥州立大学完成了他的本科学习，于 1984 年毕业，然后继续在加州大学圣地亚哥分校攻读研究生，于1988年获得博士学位，导师为Jehan-François Pâris。 
在研究生院期间，他曾在圣地亚哥州立大学担任数学讲师，并在加州大学圣地亚哥分校担任计算机科学讲师。获得博士学位后，他成为了加州大学圣克鲁斯分校（UCSC）的教职人员。在 UCSC，他一直担任Jack Baskin 工程学院研究和研究生课程的副院长， 他是存储系统研究中心（SSRC）的名誉主任。 在他在 SSRC 任职期间，有七名女性获得了该中心的博士学位。因为女性在计算机科学领域的代表性不足，朗在此方面的成就值得注意。 
朗曾在巴黎第九大学、巴黎国立艺术与工艺学院、巴黎第五大学、索邦大学（皮埃尔和玛丽居里校区，巴黎第六大学）、悉尼科技大学，美国海军研究生院通信研究中心担任过访问教授。他还是乌拉圭天主教大学荣誉教授。他是欧洲核研究组织 ( CERN ) 的准成员。
朗曾担任加州大学研究政策委员会副主席和主席。 他曾在加州大学国家实验室校长委员会任职， 并在这些实验室的科学技术、国家安全和情报委员会任职。他在国家研究委员会的技术洞察、评估和审查常设委员会 (TIGER) 以及国防情报局技术预测和审查委员会任职多年。他曾在国家研究委员会国防预警科学技术委员会任职。他是美国陆军实验室评估小组 (ALAG) 和美国陆军技术目标审查小组的成员。他是美国国家科学院、工程院和医学院的智能科学与技术专家组 (ISTEG) 的成员。他是JASON智囊团的成员。 

## 科学研究
朗的研究兴趣包括计算机数据存储、操作系统、分布式计算和计算机安全。  1991 年，  Long 提出了在 Swift 文件系统中将元数据与数据分开存储的想法。 这个想法成为后续分布式文件和存储系统的核心设计理念。这些系统包括朗是主要贡献者的两个项目：IBM TotalStorage/SAN (Storage Tank) 和Ceph 。 Ceph 分布式文件系统最早于 2006 年在UCSC存储系统研究中心由Sage Weil和 SSRC 的其他成员在朗、Ethan Miller 教授、Scott Brandt 教授和Carlos Maltzahn教授的指导下设计和实现。 朗也在超级计算机（exascale）文件系统的元数据和文件系统的安全性方面做了进一步的研究。 
朗曾从事重复数据删除工作，曾致力于重复数据删除和增量压缩以减少备份和长期数据存储的存储需求。 他还为超大型备份系统的扩展重复数据删除技术做出了贡献。 
除了这些领域之外，朗还撰写了关于网络缓存，移动计算中的功率感知硬盘管理以及 视频点播的低带宽多播技术 等主题的研究论文。

## 奖项与荣誉
由于“对存储系统架构和性能的贡献”，朗于 2006 年成为IEEE 院士。  2008年，他被选为美国科学促进会会士。 

## 慈善事业
2022年，达雷尔·朗（Darrell Long）与其妻伊莱恩（Elaine）设立了“达雷尔与伊莱恩·朗基金”，旨在推动物理科学与工程领域的卓越研究。该基金资助了两个年度奖项——实验工程朗奖与实验物理朗奖，分别于2022年至2025年间颁发，表彰每个领域最杰出的博士论文。2025年6月，该基金进一步扩展，设立了“达雷尔·D·E·朗与伊莱恩·N·朗实验物理讲席教授”职位。首任讲席教授为物理学杰出教授布鲁斯·A·舒姆（Bruce A. Schumm）。